# Diecezja Parañaque
Diecezja Parañaque, diecezja rzymskokatolicka na Filipinach. Powstała 7 grudnia 2002 z terenu archidiecezji Manili.

## Lista biskupów
- Jesse Mercado (od 2002)